# Harpactea dobati
Harpactea dobati là một loài nhện trong họ Dysderidae.
Loài này thuộc chi Harpactea. Harpactea dobati được miêu tả năm 1974 bởi Alicata.